# Jan Dymitr Solikowski

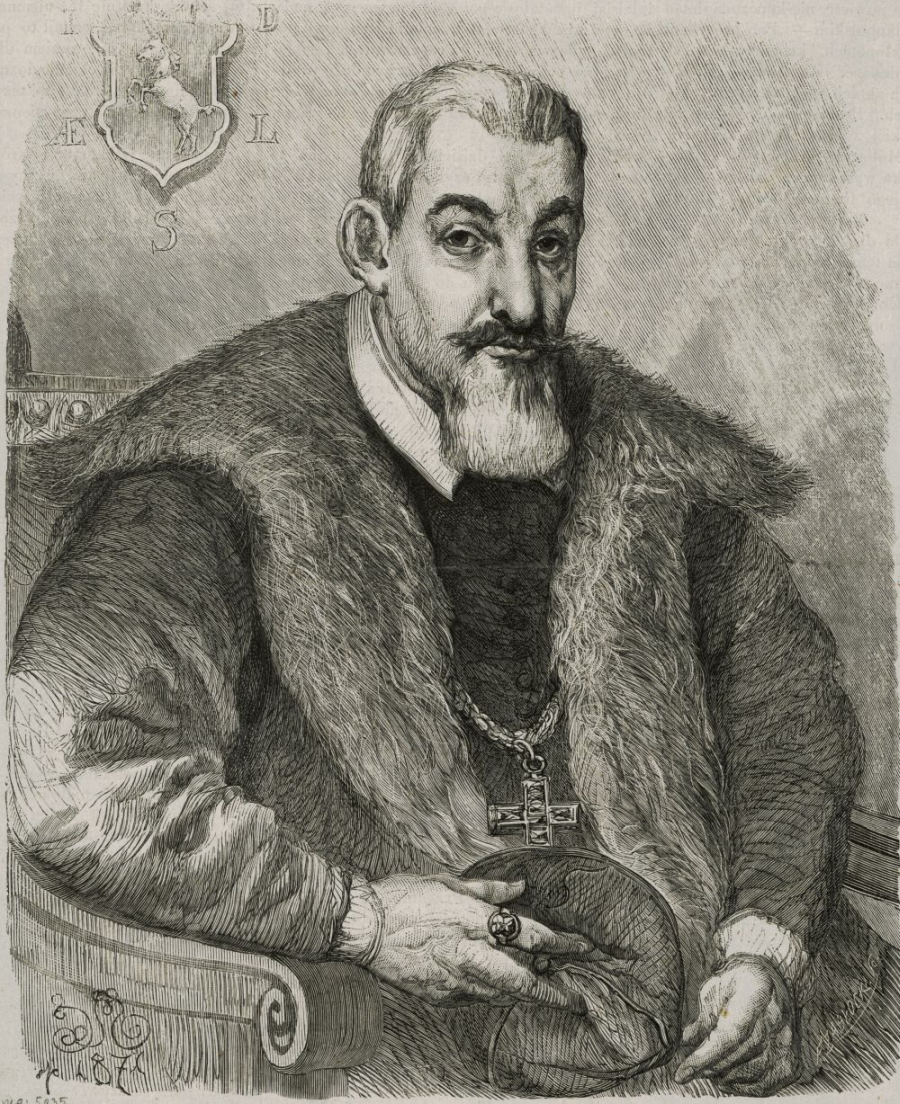
Portret Jana Dymitra Solikowskiego, drzeworyt Feliksa Zabłockiego wg rys. Jana Matejki, 1876

Jan Dymitr Solikowski herbu Bończa, inne formy nazwiska: Solicovius, Sulicovius, krypt.: J. S. S. K. (ur. 1539 w Sieradzu, zm. 27 czerwca 1603 we Lwowie) – arcybiskup lwowski w latach 1583–1603, sekretarz królewski, legat papieża Klemensa VIII, sekretarz Stefana Batorego, dyplomata, pisarz polityczny i poeta, publicysta, polemista religijny, kanonik włocławski, sandomierski i łęczycki.

## Życiorys
Urodzony najprawdopodobniej w roku 1539 w Sieradzu, w rodzinie protestanckiej. Był synem dziedzicznego burmistrza sieradzkiego Jana Solikowskiego i Zuzanny Fischer. W latach 1556–1559 studiował na Akademii Krakowskiej, później przez rok (od 18 lipca 1559 do kwietnia 1560) w Wittenberdze u Filipa Melanchtona. Po powrocie do Polski przebywał na dworze Jana Krzysztoporskiego. W roku 1560 (lub 1562) zatrudniony w kancelarii prymasa Jakuba Uchańskiego. Rok później (1561) otrzymał bakalauerat, a w roku 1562 magisterium nauk wyzwolonych i filozofii. W 1562 przyjął święcenia kapłańskie. W 1564 mianowany sekretarzem królewskim Zygmunta II Augusta. Pod kierunkiem kanclerza wielkiego koronnego Walentego Dembińskiego wziął udział w wielu misjach i poselstwach dyplomatycznych. Brał udział w sejmie lubelskim w 1569. Wraz z biskupem koadiutorem warmińskim Marcinem Kromerem reprezentował interesy Rzeczypospolitej w czasie zawierania pokoju w Szczecinie w 1570. W epoce walki o Dominium Maris Baltici, był jednym z najwybitniejszych swego czasu znawców spraw morskich.
28 marca 1583 mianowany arcybiskupem lwowskim. Członek konfederacji rzeszowskiej 1587 roku. W 1589 roku był sygnatariuszem ratyfikacji traktatu bytomsko-będzińskiego na sejmie pacyfikacyjnym. Konsekrował kościół Wniebowzięcia Najświętszej Marii Panny w Jazłowcu. W 1593 zwołał do Lwowa synod archidiecezjalny, który zajął się wprowadzaniem postanowień Soboru Trydenckiego. Brał udział w przygotowaniu zawarcia unii brzeskiej. Przewodniczył obradom synodu w Brześciu Litewskim, na którym formalnie przeprowadzono unię z Kościołem prawosławnym. Zyskał bardzo przychylną opinię współczesnych: był to mąż kochany od królów, czczony od współziomków, wielbiony od uczonych, od młodych lat aż do starości pracą dla religii i ojczyzny zajęty.

## Twórczość

### Ważniejsze dzieła
1. Poemata, Kraków 1562
2. Hamaxa sive religionis et reipublicae currus, powst. 1562 (z okazji ingresu J. Uchańskiego na arcybiskupstwo gnieźnieńskie), wyd. Kraków 1564, drukarnia Łazarz Andrysowic
3. Querimonia calamitosi ducatus Lituaniae, brak miejsca wydania (1564?)
4. Apocalipsis, powst. 1564, wyd. około 1580 bezimiennie, prawdopodobnie pt. Facies perturbatae et afflictae Reipublicae; wyd. następne: (mylnie pod nazwiskiem S. Orzechowskiego) pt. Apocalipsis lub Idea Apocaliptica; Kraków 1626; Lwów 1630; Kraków 1660; Warszawa 1696; przedr. J. Daneykowicz Ostrowski Swada polska i łacińska, t. 2: Suada Latina, Lublin 1747; Warszawa 1763; przekł. polski: Z. A. Włyński pt. Sen na jawie albo widowisko, Kraków 1767; wyd. następne: Warszawa 1779; brak miejsca roku wydania; w: Dzieła w niektórych przedmiotach pisane S. Orzechowskiego. Tłumaczenie z łacińskiego na język ojczysty przez Z. A. Nałęcz-Włyńskiego, t. 2, Wrocław 1826; Warta 1882, nr 418 nn.; wiadomości o rękopisach: zob. Estreicher XXIX, 27.; przeróbka polska wierszem: Piotr Grzegorzkowic Wizerunek utrapionej Rzeczypospolitej i Naprawa, Dobromil 1612; wyd. następne: Dobromil 1613; Dobromil 1616; pt. Obraz utrapionej Rzeczypospolitej, Kraków 1628 (edycja wątpliwa); pt. Utrapionej Rzeczypospolitej wizerunek, brak miejsca wydania 1629; przeróbka łacińska: pt. Monitor somnians seu somnium praesentem Reipublicae Polonae statum rferens, brak miejsca wydania 1770 (zob. Mons Reipublicae Polonae – dzieło zainspirowane utworem)
5. Prussia Regi optimo maximo patri Patriae foelicitatem, brak miejsca wydania 1566; wyd. następne: Ryga 1599, Kraków 1602
6. Verus Martini Lutheri triumphus, powst. około 1568, wyd. Kraków 1604, drukarnia A. Piotrkowczyk
7. Colloquium cum Krowicki 1569 (niewydano), rękopis: Biblioteka Jagiellońska nr 1140
8. Lukrecja rzymska i chrześcijańska, brak miejsca wydania (ok. 1570); fragmenty przedr.: M. Wiszniewski Historia literatury polskiej, t. 8, Kraków 1851, s. 119; całość wyd. krytycznie J. Krzyżanowski, Warszawa 1936, Biblioteka Zapomnianych Poetów i Prozaików Polskich XVI-XVIII w., seria 2, zeszyt 4; fragmenty przedr.: W. Tomkiewicz „Pisarze polskiego Odrodzenia o sztuce”, Wrocław 1955, Teksty Źródłowe do Dziejów Teorii Sztuki, t. 4, s. 217; unikat: Biblioteka Uniwersytetu Warszawskiego, sygn: 3, 17, 28, 37.
9. Mowa na zjazd warszawski 1573, streszczenie w jęz. łacińskim podał Ś. Orzelski Interregni Poloniae libri VIII; streszczenie w jęz. polskim podał J. U. Niemcewicz Zbiór pamiętników historycznych o dawnej Polszcze, t. 1, Warszawa 1822, s. 116 nn.; także wyd. 2 Lipsk 1838; całość wyd. z rękopisu w jęz. polskim: M. Wiszniewski Historia literatury polskiej, t. 9, Kraków 1857, s. 434
10. Rozmowa kruszwicka de nobilissimo septentrionis regno tempore interregni post mortem Sigismundi Augusti regis X Februarii (1573) w Kruszwicy, wyd. J. Czubek Pisma polityczne z czasów pierwszego bezkrólewia, Kraków 1906
11. In funere Sigismundi Augusti... oratio, Kraków 1574, drukarnia M. Szarffenberger; przedr. przy: M. Kromer Polonia sive de origine et rebus gestis Polonorum libri XXX, Kolonia 1589, s. 701–720; M. Junius Orationes ex historicis, partes III, Argentorati 1598; H. Kirchner Superioris aevi, imperatorum, regum, electorum, ducum... curricula..., Marpurgi (1619), s. 160–211
12. Urania sive coelestis electio, Kraków 1574, drukarnia M. Szarffenberger
13. Rozsądek o warszawskich sprawach na elekcyjej przeszłej do koronacyjej należący, Kraków (ok. 1574), drukarnia M. Siebeneicher, przedr.: J. Czubek Pisma polityczne z czasów pierwszego bezkrólewia, Kraków 1906 (Ś. Orzelski nazwał utwór ten Klinami i przypisał jego autorstwo mylnie S. Karnkowskiemu; J. Szujski uważał pismo to za broszurę Karnkowskiego i Solikowskiego; wyłączne autorstwo tego ostatniego stwierdził J. Czubek)
14. Rozmowa Gąski z św. Bartłomiejem, powst. 1574, wyd.: J. Czubek Pisma polityczne z czasów pierwszego bezkrólewia, Kraków 1906
15. Komornik z burmistrzem, powst. 1574, wyd.: J. Czubek Pisma polityczne z czasów pierwszego bezkrólewia, Kraków 1906 (utwór przypisywany przez M. Wiszniewskiego mylnie M. Stryjkowskiemu)
16. Probi et Galliae ac Poloniae amantis viri ad Gallos et Sarmatas oratio. Accesit... vaticinium de liliorum et aquilae septemtrionalis coniunctione, Bazylea 1575; przedr. przy: M. Kromer Polonia sive de origine et rebus gestis Polonorum libri XXX, Kolonia 1589, s. 726; J. Czubek Pisma polityczne z czasów pierwszego bezkrólewia, Kraków 1906 (bez Vaticiunium); przekł. francuski: pt. Discours d’ un Polonais catholique sur la fuite de Henri III de Valois hors du Royaume de Pologne, Paryż 1574, drukarnia A. le Coq
17. Mowa do papieża Sykstusa V z roku 1586, wyd. T. Wierzbowski Materiały do dziejów piśmiennictwa polskiego, t. 1, Warszawa 1900
18. Ad Livones... paterna et amica paraenesis, Zamość 1600, drukarnia Akademicka; przekł. polski zapewne J. D. Solikowskiego pt. Do obywatelów Inflantckich... ojcowskie i życzliwe napomnienie, Lwów 1600, drukarnia P. Żelazo
19. Christianorum fastorum disticha, Kraków 1602, drukarnia J. Siebeneicher
20. Adiunctum Testamentii... cum paraphrasi Mathiae Sisinii, Kraków 1603, drukarnia J. Siebeneicher; wyd. następne: przy Commentarius brevis...; wyd. S. Krzysztanowic Polonia seu brevis descriptio statuum Regni Poloniae... Cui... adjuncta testamentorum duorum magnorum in Polonia virorum unum Archiepiscopi Leopoliensis, Moguncja 1606
21. Commentarius brevis rerum polonicarum a morte Sigismundi Augusti..., Gdańsk 1647, drukarnia J. Förster; przedr. C. T. L. Sorniz Scriptores rerum polonicarum..., t. 1, Amsterdam 1698; przekł. polski: W. Syrokomla „Krótki pamiętnik rzeczy polskich od zgonu Zygmunta Augusta... do roku 1590”, Petersburg 1854, Dziejopisowie Krajowi nr 3

Według J. Czubka w latach 1572–1575 Solikowski ogłosił około 19 pism politycznych; autorstwo niektórych z nich nie jest całkowicie pewne. Część wymieniono powyżej: zobacz poz.: 10, 13-16; inne wydania: J. Czubek Pisma polityczne z czasów pierwszego bezkrólewia, Kraków 1906. Niektóre pisma wyd. W. S. Broel-Plater Zbiór pamiętników od dziejów polskich, t. 2, Warszawa 1858. S. Starowolski znał rękopisy obecnie już nieistniejące. Niektóre wiersze były drukowane przy dziełach: J. Mączyńskiego, S. Orzechowskiego, A. Trzecieskiego i innych.

### Listy i materiały
1. Do M. Kromera, dat. 27 listopada 1577, rękopis: Biblioteka Czartoryskich nr 1617
2. Do P. Kostki, dat. w Wilnie 10 czerwca 1579, ogł. T. Glemma „Piotr Kostka. Lata młodzieńcze i działalność polityczna. 1532-1595”, Toruń 1959, Rocznik Towarzystwa Naukowego w Toruniu, t. 61 (1956), zeszyt 2
3. Listy z lat 1581–1584 do i od A. Bolognettiego, do I. A. Caligariego, wyd. E. Kuntze, C. Nanke Monumenta Poloniae Vaticana, t. 5 (1932/1933); E. Kuntze Monumenta Poloniae Vaticana, t. 7 (1939/1948-1950)
4. Do M. Kromera, dat. w Rydze 1 kwietnia 1582, rękopis: Biblioteka Czartoryskich nr 403; wiadomość podaje: H. Barycz „Dwie syntezy dziejów narodowych przed sądem potomności”, Pamiętnik Literacki, rocznik 43 (1952), s. 231–232
5. Do papieża, nuncjusza (Possewina?) i Sekretariatu Stanu z lat 1582–1590; rękopisy: Archiwum Watykańskie (wiadomość podaje: P. Savio „De actis Nuntiaturae Poloniae quae partem Archivi Secretariatus Status constituunt”, Watykan 1947, Studia Teologiczne XIII, s. 105–106, 120.)
6. Do J. Zamoyskiego, dat. we Lwowie 15 kwietnia 1585, wyd. K. Lepszy, Archiwum Jana Zamoyskiego, t. 4, Kraków 1948
7. Listy w rękopisach: Biblioteka Krasińskich nr 205 (zniszczone); Biblioteka Jagiellońska, nr: 37, 41, 56
8. Od S. Hozjusza, dat. 15 lipca 1570, rękopis: Biblioteka Gimnazjum Brunsbergensis nr 77 (epistolae variae S. Hosii); odpis w zbiorach Zakładu Dokumentacji I. H. PAN; wiadomość podaje: H. Barycz „Dokumenty i fakty z dziejów reformacji. II. Nowe szczegóły do działalności J. Mączyńskiego”, Reformacja w Polsce 1953/1955 (wyd. 1956), s. 223, przypis 11.
9. Od S. Reszki z czerwca (?) 1592, wyd. w: S. Reszka Epistolarum liber unus, Neapol 1594
10. Od S. Karnkowskiego, dat. w Łowiczu 8 listopada 1599, wyd.: W. A. Maciejowski Piśmiennictwo polskie, t. 3 dod., Warszawa 1852, s. 220–221
11. Dokumenty różne (m.in. pokwitowania pieniężne – 1 w podobiźnie; 2 z podobizną podpisu) i pisma urzędowe z lat 1567–1986; wyd. T. Wierzbowski Materiały do dziejów piśmiennictwa polskiego, t. 1, Warszawa 1900
12. Dokument ustanowienia bractwa Św. Anny przy kościele klasztornym augustianów w Pilźnie z roku 1586 lub 1596, rękopis: Ossolineum, dokument nr 362
13. Przywilej dla lwowskiego bractwa malarzy katolickich, dat. we Lwowie 21 stycznia 1596, ogł. T. Mańkowski „Lwowski cech malarzy w XVI i XVII wieku”, Lwów 1936, Biblioteka Lwowska XXXVI; przekł. polski: J. Piotrowski „Przywileje z XVI w. dla bractwa i cechu malarzy katolickich we Lwowie”, Lamus (Lwów) 1910, zeszyt 2, s. 261–263 – Potwierdzenie Zygmunta III, dat. w Warszawie 10 stycznia 1597, ogł. T. Mańkowski „Lwowski cech malarzy w XVI i XVII wieku”, Lwów 1936, Biblioteka Lwowska XXXVI, s. 97–98; przekł. polski: J. Piotrowski „Przywileje z XVI w. dla bractwa i cechu malarzy katolickich we Lwowie”, Lamus (Lwów) 1910, zeszyt 2, s. 266
14. Przywilej dla lwowskiego bractwa malarzy katolickich, dat. we Lwowie 10 lipca 1596, ogł. E. Rastawiecki Słownik malarzów polskich, t. 2, Warszawa 1851, s. 297–302; przedr. T. Mańkowski „Lwowski cech malarzy w XVI i XVII wieku”, Lwów 1936, Biblioteka Lwowska XXXVI, s. 94–97; przekł. polski: J. Piotrowski „Przywileje z XVI w. dla bractwa i cechu malarzy katolickich we Lwowie”, Lamus (Lwów) 1910, zeszyt 2, s. 263–265 – Potwierdzenie Zygmunta III, dat. w Warszawie 20 marca 1597, ogł. T. Mańkowski „Lwowski cech malarzy w XVI i XVII wieku”, Lwów 1936, Biblioteka Lwowska XXXVI, s. 103–104; przekł. polski: J. Piotrowski „Przywileje z XVI w. dla bractwa i cechu malarzy katolickich we Lwowie”, Lamus (Lwów) 1910, zeszyt 2, s. 269; (zob. także: Adiunctum Testamentii... cum paraphrasi Mathiae Sisinii, Kraków 1603)

Wiadomości o innych listach i materiałach podaje W. Nehring O historykach polskich szesnastego wieku Cz. III. O życiu i pismach J. D. Solikowskiego, Poznań 1860. Podobiznę autografu podał: J. Krzyżanowski Historia literatury polskiej, Warszawa 1939, s. 120.

### Utwory o autorstwie niepewnym
1. Ziemianin albo rozmowa ojca z synem o sprawie Polski, Kraków 1565 (drukarnia Łazarz Andrysowic, wyd. bezimienne); wyd. następne: wyd. Ż. Pauli, Kraków 1859 (mylnie jako utwór S. Orzechowskiego, wraz z jego Policją Królestwa Polskiego); wyd. krytyczne H. Gaertner pt. „Pseudo-Orzechowskiego Ziemianin”, Lublin 1922, Biblioteka Uniwersytetu Lubelskiego Wydział Humanistyczny nr 3 (według H. Gaertnera autorem jest najprawdopodobniej J. D. Solikowski; przeczy temu A. Brückner)
2. Mowa łacińska, wygłoszona przez posłów ferarskich na sejmie elekcyjnym, zalecająca do tronu polskiego księcia Alfonsa II (powst. około 1575); ogł. Ś. Orzelski Interregni Poloniae libri VIII; przedr. W. Nehring O historykach polskich szesnastego wieku Cz. III. O życiu i pismach J. D. Solikowskiego, dod., Poznań 1860 (według J. Czubka nie jest ona utworem Solikowskiego)
3. Votum szlachcica polskiego... o założeniu skarbu Rzeczypospolitej i o obronie krajów ruskich... napisane... roku 1589, Kraków 1596; przedr.: K. J. Turowski, Kraków 1859, Biblioteka Polska, zeszyt 11-13; J. Górski, E. Lipiński „Merkantylistyczna myśl ekonomiczna w Polsce XVI i XVII wieku. Wybór pism”, Warszawa 1958, Historia Polskiej Myśli Społeczno-Ekonomicznej, s. 85–109 (broszura podpisana krypt. J. S. S. K. jest najprawdopodobniej utworem J. D. Solikowskiego; jej autorstwo przypisywano bezpodstawnie S. F. Klonowicowi lub Janowi Sienińskiemu, kasztelanowi sandomierskiemu).